# Liên minh Frank-Mông Cổ

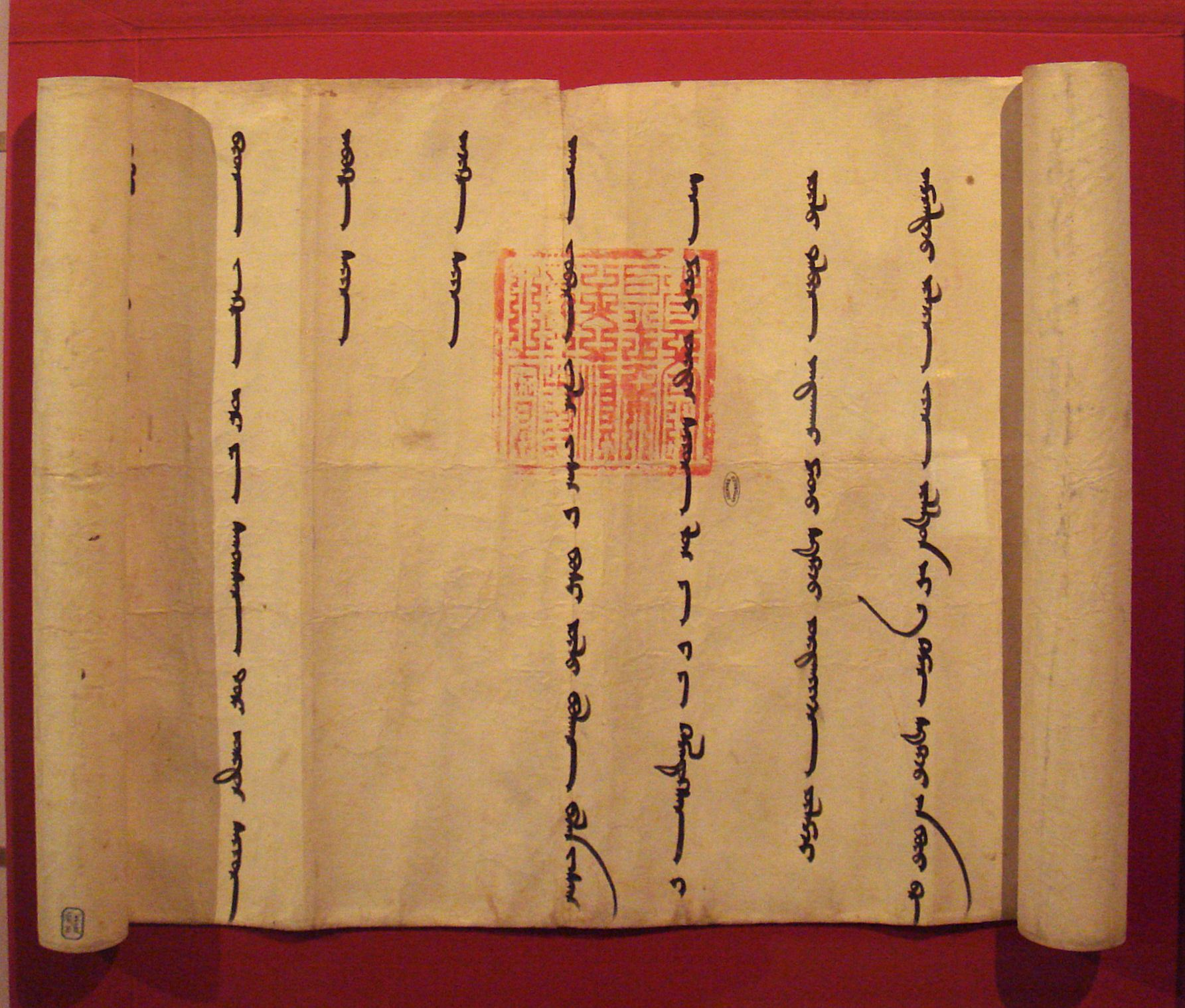
Một bức thư được gửi bởi Hãn Hoàn Giả Đô của Y Nhi hãn quốc vào năm 1305 (trong một cuộn giấy có kích thước 302 by 50 cm) tới vua Philippe IV của Pháp, cho thấy sự hợp tác quân sự giữa hai bên

Quan hệ Frank-Mông Cổ được thiết lập vào thế kỷ 13, khi mà Thập tự quân Kitô giáo và đế quốc Mông Cổ cố gắng thành lập nên một liên minh Pháp-Mông Cổ nhằm chống lại người Hồi giáo. Một liên minh như vậy có thể có vẻ như là một sự lựa chọn hiển nhiên: người Mông Cổ đã cảm tình với Thiên Chúa giáo, cộng với sự hiện diện của nhiều người theo Cảnh giáo trong triều đình Mông Cổ. Những người Frank (người Tây Âu và những người sinh sống tại các quốc gia của Thập tự quân tại Levant) đã chấp nhận ý tưởng hỗ trợ từ phương Đông, do huyền thoại về tư tế Gioan, một vị vua cai trị một vương quốc huyền diệu ở phương Đông mà nhiều người tin rằng sẽ có một ngày họ hỗ trợ Thập tự quân chiếm lại Đất Thánh. Người Frank và người Mông Cổ đều có chung một kẻ thù đó là những người Hồi giáo, nhưng mặc dù hai bên thường đi lại, quà cáp, và thường xuyên cho gửi sứ giả trong nhiều thập kỷ với nhau, nhưng một liên minh giữa người châu Âu và người Mông Cổ thường được nhắc đến thời bấy giờ đã không bao giờ trở thành hiện thực.
Liên quan giữa châu Âu và Mông cổ bắt đầu vào khoảng năm 1220, với nhiều thông điệp được gửi đi từ Giáo hoàng cũng như các vị Quân vương châu Âu thời bấy giờ tới Đại Hãn của Đế quốc Mông Cổ, hay của Y Nhi Hãn ở Iran sau này. Sự giao thiệp có xu hướng đi theo mô hình định kỳ: người châu Âu yêu cầu quân Mông Cổ chuyển sang đạo Thiên Chúa trong khi quân Mông Cổ đáp ứng điều này bằng việc nhận cống nộp và sự thần phục của người châu Âu. Trong cuộc Tây chinh của mình, người Mông Cổ đã chinh phạt nhiều cuốc gia Kitô giáo cũng như Hồi giáo, và sau này là hai triều đại Hồi giáo Abbas và Ayyub. Vào lúc này chỉ còn mỗi một vương triều Hồi giáo lớn còn tồn tại trong khu vực, đó là vương triều của người Mamluk tại Ai Cập. Hayton I, vua của vương quốc Kitô giáo Armenia Cilicia đã thần phục người Mông Cổ vào năm 1247 đã khuyến khích nhiều quân vương khác tham gia vào liên mình Kitô-Mông Cổ nhưng ông chỉ thuyết phục được mỗi con rể của mình là Bohemond VI của Antiochia, người đã thần phục vào năm 1260. Trong khi đó, rất nhiều nhà lãnh đạo Kitô giáo khác điển hình như nhà nước Thập tự quân Acre đều không tin tưởng tính trung thực của người Mông Cổ và nhận thức rằng, đây mới là mối đe dọa lớn nhất trong khu vực. Nam tước Acre đã ký kết một hiệp ước liên minh "không bình thường" với người Mamluk Hồi giáo, cho phép người Ai Cập có thể đi lại tự do trong lãnh thổ Acre và tạo điều kiện cho họ đánh bại quân Mông Cổ trong trận Ain Jalut năm 1260.
Thái độ của người châu Âu đã bắt đầu thay đổi vào giữa những năm 1260, từ nhận thức rằng người Mông Cổ mới là kẻ thù đáng sợ nếu như cứ coi họ là đồng minh tiềm năng để chống lại người Hồi giáo. Người Mông Cổ đã tìm cách tận dụng điều này, điển hình là việc hứa hẹn chiếm lại Jerusalem cho người châu Âu nhằm kêu gọi sự hợp tác giữa hai bên. Những cố gắng nhằm thiết lập một liên minh tiếp tục diễn ra thông qua các cuộc đàm phán với các nhà lãnh đạo của Y Nhi hãn quốc ở Iran, kể từ Húc Liệt Ngột cho tới các hậu duệ của ông như A Bát Ha, Thiếp Cổ Điệt Nhi, A Lỗ Hồn, Hải Hợp Đô, Bái Đô, Hợp Tán hay Hoàn Giả Đô nhưng tất cả đều bất thành. Người Mông Cổ đã xua quân xâm lược Syria nhiều lần giữa những năm 1281 cho đến 1312, và thỉnh thoảng nhận được sự hỗ trợ của người Frank, nhưng những khó khăn liên quan đến vấn đề Quân nhu khiến người Mông Cổ không thể chinh chiến lâu dài. Đi cùng với đó, Đế quốc Mông Cổ cuối cùng đã bị tan rã do nội chiến, và người Mamluk ở Ai Cập đã chiếm lại tất cả các vùng đất của Thập tự quân ở Palestina và Syria. Sau khi Acre thất thủ vào mùa thu năm 1291, tàn quân Kitô giáo rút về đảo Síp. Họ đã cố gắng thực hiện nỗ lực cuối cùng để thiết lập một đầu cầu tại hòn đảo Ruad ngoài khơi bờ biển của Tortosa, một lần nữa họ lại cố gắng thiết lập liên minh với người Mông Cổ nhưng kế hoạch lại thất bại. Những người Hồi giáo đã phản ứng bằng cách bao vây đảo. Với việc Ruad thất thủ vào năm 1302 hay cũng có thể là 1303, Thập tự quân đánh mất chỗ đứng cuối cùng của họ tại Đất Thánh.

## Bối cảnh (1209-1244)
Trong tâm trí nhiều người Tây Âu, từ lâu đã rộ ra tin đồn rằng một đồng minh đến từ phương Đông sẽ giúp đỡ người Kitô giáo. Những tin đồn sớm nhất xuất hiện vào cuộc Thập tự chinh thứ nhất (1096-1099), và ngày càng phổ biến rộng rãi hơn sau khi Thập tự quân bị quân Hồi giáo đánh bại trong một trận đánh. Một truyền thuyết phát sinh về một nhân vật được gọi là Tư tế Gioan, sống ở nước Ấn Độ xa xôi, Trung Á, hoặc thậm chí là ở Ethiopia. Huyền thoại này đã phát triển theo một chiều hướng, và người châu Âu tin rằng một số nhân vật đến từ phương Đông đã được chào đón với kỳ vọng rằng, có thể họ được gửi đến bởi Tư tế Gioan để giúp dân chúng Kitô giáo. Năm 1210, tin tức về một trận đánh của một người Mông Cổ tên là Khuất Xuất Luật (mất 1218), nhà lãnh đạo của bộ tộc Nãi Man, một tộc có dân chúng phần lớn theo Kitô giáo lan truyền đến châu Âu. Quân đội của Khuất Xuất Luật đã giao chiến với Đế quốc Hồi giáo Khwarezm dưới sự lãnh đạo của Muhammad II của Khwarezm. Một tin đồn lại lưu hành tại châu Âu rằng Khuất Xuất Luật, người đang giao tranh với những người Hồi giáo ở phía Đông chính là vị Tư tế Gioan trong truyền thuyết.
Trong cuộc Thập tự chinh thứ năm (1213-1221), quân Thập tự đã thất bại trong việc bao vây thành phố Damietta của Ai Cập. Truyền thuyết về Tư tế Gioan đã tiếp tục được đúc kết với sự xuất hiện của Thành Cát Tư Hãn. Người Mông Cổ đã bắt đầu xâm nhập vào thế giới Hồi giáo từ phía đông, ở Transoxiana và Ba Tư trong năm 1219-1221. Tin đồn lưu hành trong Thập tự quân rằng một vị vua "Kitô giáo người Ấn", vua David hoặc Tư tế Gioan hoặc cũng có thể là một trong những hậu duệ của ông, đã tiến đánh người Hồi giáo từ phía đông và đang trên con đường của mình nhằm giúp đỡ các Kitô hữu trong cuộc thập tự chinh. Trong một bức thư được gửi ngày 20 tháng 6 năm 1221, Đức Giáo hoàng Hônôriô III thậm chí còn đưa ra lời nhận xét về "đội quân đến từ vùng Viễn Đông để giải cứu đất Thánh".
Sau khi Thành Cát Tư Hãn qua đời vào năm 1227, đế quốc Mông Cổ bị chia thành bốn phần nhỏ hay Hãn quốc, họ đã bị đẩy vào một cuộc nội chiến. Phần phía Tây Bắc là Hãn quốc Kipchak hay còn được biết đến với tên gọi Kim Trướng hãn quốc dưới quyền của Bạt Đô, thường xuyên cho quân đánh phá vào châu Âu qua đường Ba Lan và Hungaria. Bạt Đô xưng bá ở đây do không muốn phục tùng vị Đại Hãn là em họ mình đang đóng đô ở tận Mông Cổ. Trong khi đó, phần phía Tây Nam thường được biết đên với tên gọi Y Nhi hãn quốc, dưới sự lãnh đạo của cháu nội Thành Cát Tư Hãn là Húc Liệt Ngột thường xuyên hỗ trợ anh trai mình là Hốt Tất Liệt chống lại Bạt Đô cùng con cháu ông ta. Song song với đó, Húc Liệt Ngột cũng đã mở rộng lãnh thổ của mình tới sát vùng đất thánh.

## Can thiệp của Giáo hoàng (1245–1248)
Các cuộc đi lại thư từ chính thức giữa Tây Âu và đế quốc Mông Cổ bắt đầu giữa Giáo hoàng(1243-1254) với Đại Hãn Mông Cổ. Các sứ giả đã được phái đi bằng đường bộ và phải mất nhiều năm trời để đến nơi.
Cuộc xâm lược châu Âu của người Mông Cổ kết thúc với cái chết của Khã Hãn Oa Khoát Đài, người thừa kế của Thành Cát Tư Hãn năm 1241. Các tướng lĩnh chỉ huy được biết tin xấu này khi họ đang trên đường tiến tới thành Wien, đã rút lui để về tham dự hội nghị Ikh kurultai để chọn một Khã Hãn mới tại Mông Cổ, và không bao giờ tiến quân xa như thế về phương tây nữa.